# Fachangestellter für Medien- und Informationsdienste
Der Fachangestellte für Medien- und Informationsdienste (oder kurz FaMI) ist seit dem 3. Juni 1998 in Deutschland ein staatlich anerkannter Ausbildungsberuf.
Es existieren fünf Fachrichtungen:
- Archiv
- Bibliothek
- Information und Dokumentation
- Bildagentur und
- Medizinische Dokumentation.

Ein Merkmal der Ausübung des Berufes der „Fachangestellten für Medien- und Informationsdienste“ liegt in deren Mittlerfunktion in der „Informationsgesellschaft“, die sorgfältigen und verantwortungsbewussten Umgang mit Medien und Informationen erfordert. Grundlegend hierfür ist die sichere Handhabung und Nutzung technologischer wie organisatorischer Hilfsmittel.
Sie sind damit befähigt, auf der Basis von Fachkompetenz Aufgaben zu analysieren, Lösungswege aufzuzeigen und die Ergebnisse zu präsentieren. Der Herausbildung einer bürger-/kundenorientierten Kommunikationsfähigkeit ist hierbei besonderes Gewicht beizumessen.

## Arbeitsorte und Einsatzgebiete
Mögliche Arbeitsorte sind Medien- und Pressearchive, Rundfunk und Fernsehen, Stadt- und Staatsarchive, Öffentliche und Wissenschaftliche Bibliotheken, Unternehmensbibliotheken, Informationsvermittler, Informations- und Dokumentationsstellen, Fachinformationszentren und andere Datenbankanbieter, Bildagenturen, Medienzentren (früher Bildstellen genannt), Museen, Krankenhäuser und andere Einrichtungen des Gesundheitswesens, pharmazeutische Unternehmen, Hochschulen und Forschungseinrichtungen.

## Berufsausbildung
Die Ausbildung erfolgt dual und dauert drei Jahre. Es bestehen unter bestimmten Voraussetzungen Möglichkeiten zur Verkürzung der Ausbildungsdauer auf zweieinhalb oder zwei Jahre. Je nach Ausbildungsbetrieb (öffentlicher Dienst oder Privatwirtschaft) bilden Einrichtungen des Bundes bzw. der Länder (z. B. in NRW die Bezirksregierung Köln) oder die Industrie- und Handelskammern die zuständige Stelle nach dem BBiG. Der Berufsschulunterricht findet aufgrund der insgesamt geringen Zahl der Auszubildenden an einigen zentralen Stellen statt, die auf die Bundesländer verteilt sind, in Bayern z. B. an der städtischen Berufsschule für Medienberufe in München, in Baden-Württemberg an der Hermann-Gundert-Schule in Calw, in NRW an vier verschiedenen Standorten, u. a. am Joseph-DuMont-Berufskolleg in Köln oder am Karl-Schiller-Berufskolleg in Dortmund. Für den Freistaat Sachsen findet die Ausbildung an der Gutenbergschule in Leipzig statt. In Niedersachsen wird der  schulische Teil der Ausbildung an der Multimedia-Berufsschule in Hannover absolviert.  In Hamburg findet der Berufsschulunterricht an der Beruflichen Schule Anckelmannstraße statt, in der auch Schüler aus Schleswig-Holstein und Niedersachsen unterrichtet werden. Für Thüringen und Sachsen-Anhalt findet der Unterricht an dem Staatlichen Berufschulzentrum Kyffhäuserkreis in Sondershausen statt.

### Bildungsstand der Auszubildenden
Der für Schüler mit mittlerem Bildungsabschluss (Mittlere Reife, Fachoberschulreife, mittlerer Schulabschluss (MSA)) konzipierte Ausbildungsgang wird in zunehmendem Maße von Abiturienten, Studienabbrechern und sogar von Hochschulabsolventen belegt. Dies führt in der Berufsschulausbildung häufig zu auffälligen Leistungsunterschieden zwischen den einzelnen Schülern. Bei den Höherqualifizierten stellt sich aufgrund der Ausbildungsinhalte, die sich der Konzeption entsprechend auf einem mittleren Niveau bewegen, teilweise das Gefühl einer Unterforderung ein, verbunden mit der Erkenntnis über ein vergleichbar geringes Einstiegsgehalt – Eingangsentgelt ist nach der Berufsausbildung im öffentlichen Dienst i. d. R. die Entgeltgruppe 6, bei etwas höherem Anspruch zunehmend die EG 7 oder 8.

### Zusammensetzung nach Fachrichtungen
Die fünf Fachrichtungen sind in unterschiedlichem Maße an der Gesamtzahl der Auszubildenden beteiligt. Nach wie vor entsteht durch den Umstand, dass etwa 75 % der Auszubildenden aus den Bibliotheken kommen, eine gewisse „Bibliothekslastigkeit“ der Ausbildung an den Berufsschulen. An zweiter Stelle folgt mit etwa 10 % die Fachrichtung Archiv, etwa 8 % stellt die Fachrichtung Information und Dokumentation, nur etwa 5 % kommen aus dem Bereich der Medizinischen Dokumentation und nur eine verschwindend geringe Zahl von Auszubildenden stammt aus dem Bereich der Bildagentur, von gerade mal 2 %.
Die Fachrichtung Medizinische Dokumentation ist signifikant für die Patientenversorgung sowie für die Vergütung von Krankenhausaufenthalten. Zu den spezifischen Aufgaben zählen u. a. das Erfassen und Erschließen medizinischer Befunde, Krankenakten und weiteren medizinischen Informationen, sowie von klinischen Studien. Im Krankenhauskontext bildet vor allem die Kodiertätigkeit als Kodierfachkraft eine Schlüsselkomponente; wichtige Hilfsmittel bzw. Nachschlagewerke stellen die Deutsche Kodierrichtlinien (DKR), ICD-10 und der Operationen- und Prozedurenschlüssel (OPS). Anschließend werden die Fälle mit Hilfe des DRG-Groupers in das G-DRG-System eingeordnet.

### Umschulung
Für Personen, die bereits eine andere Ausbildung absolviert haben, besteht die Möglichkeit einer betrieblichen oder überbetrieblichen Umschulung, die in der Regel zwei Jahre dauert. Darüber hinaus führen Träger, wie beispielsweise der Hessische Verwaltungsschulverband Vorbereitungslehrgänge zur Prüfungszulassung als externe Bewerber, insbesondere für Seiteneinsteiger mit mehrjähriger einschlägiger Berufspraxis in Bibliotheken, auf die Abschlussprüfung im Ausbildungsberuf „Fachangestellte/r für Medien- und Informationsdienste“ durch.

## Ausbildungsschwerpunkte
| Allgemeine Ausbildungsinhalte | Nach Fachrichtung verschiedene Inhalte |
| --- | --- |
| - Ausbildungsbetrieb - Stellung, Rechtsform, Organisation und Aufgaben - Berufsbildung, arbeits- und sozialrechtliche Grundlagen - Sicherheit und Gesundheitsschutz bei der Arbeit - Umweltschutz - Beschaffung, Erschließung und Bereitstellung - Kommunikation und Kooperation - Arbeitsorganisation und Bürowirtschaft - Informations- und Kommunikationssysteme - Öffentlichkeitsarbeit und Werbung | - Übernahme von Schriftgut und anderen Informationsträgern - Erschließung und „Benutzbarmachung“ von Informationsträgern - Erstellen von Findmitteln - Dokumentation - Technische Bearbeitung und Aufbewahrung - Erwerbung - Bearbeitung von Medien, Bestandspflege bzw. Bestandserhaltung - Benutzungsdienst und Informationsvermittlung - Verwaltung und Pflege von Datenspeichern - Informationsvermittlung und Informationsdienstleistungen - Bildvermittlung - Marketing - Strukturierung medizinischer Informationen - Statistik und Informationsdienstleistungen |

Siehe auch: Archivar, Bibliothekar, Dokumentar

## Weiterbildungsmöglichkeiten
Im Archivbereich ist eine Höherqualifizierung zum Bachelor oder zum Master im Rahmen des 2. Bildungsweges in Deutschland immer noch mit sehr großen Hürden verbunden. Fragestellungen dazu sollten an den Deutschen Verband der Archivare und Archivarinnen, die Fachhochschule in Potsdam, die Hochschule für Archivwissenschaft in Potsdam, die Ausbildungseinrichtung in Bayern sowie die staatlichen Archive gerichtet werden. Seit 2012 besteht nach abgeschlossener Ausbildung die Möglichkeit der Aufstiegsfortbildung zum Fachwirt für Informationsdienste. In NRW wird diese berufsbegleitende Fortbildung zum Geprüften Fachwirt vom ZBIW – Zentrum für Bibliotheks- und Informationswissenschaftliche Weiterbildung – der Fachhochschule Köln organisiert und durchgeführt. Die Fortbildungsprüfungen werden landesweit von einem Prüfungsausschuss der Bezirksregierung Köln abgenommen. In Hessen führt der Hessische Verwaltungsschulverband Vorbereitungslehrgänge auf die Fortbildungsprüfung Fachwirt für Informationsdienste durch.
Ebenso kommen Fachhochschulstudiengänge, auch berufsbegleitende, in Bibliothekswesen, Informationswissenschaft und tw. im Archivwesen (Bachelor) zur beruflichen Weiterentwicklung in Frage. In Bayern ist mit Abitur und erfolgreichem Bestehen der Prüfung durch den LPA (Landespersonalausschuss) eine Ausbildung zum Bibliothekar B.A. möglich.

## Arbeitsmarkt
Im Archivbereich werden, auf Grund der steigenden Nachfrage nach entsprechenden Spezialkräften im Rahmen der analogen und digitalen Langzeitarchivierung sowie des Renteneinstieges vieler Archivmitarbeiter, in zunehmendem Maße freie Stellen angeboten. Ebenso werden häufiger Stellen im zentralen Verwaltungsbereich ausgeschrieben, die zwar Spezialwissen für die Führung einer Zentralregistratur fordern, aber nicht unbedingt die Famiausbildung voraussetzen. Damit haben sich die Berufsaussichten und die Möglichkeiten einer Festanstellung wesentlich verbessert.
Etwa die Hälfte der Ausbildungsabsolventen werden von der Ausbildungseinrichtung übernommen (z. T. befristet), etwa ein Drittel wechselt zu einem anderen Arbeitgeber derselben Branche, das restliche Fünftel strebt eine fachfremde Tätigkeit, eine weitere Berufsausbildung oder ein Studium an.
Positive Effekte auf den Arbeitsmarkt haben aus der Sicht von Berufseinsteigern oder Arbeitsplatzwechslern u. a. folgende Faktoren:
- Die Altersstruktur in Bibliotheken und Archiven ist nach der Professionalisierungwelle der 1960er/1970er Jahre so aufgebaut, dass relativ viele Fachkräfte aus Altersgründen aus dem Berufsleben ausscheiden und entsprechend Arbeitsplätze frei werden.
- Die wachsenden Archiv- und Bibliotheksbestände machen, trotz einer Vielzahl von Spezialaufgaben bei der Digitalisierung, die Einstellung von Personal erforderlich.
- FaMIs verursachen für den Arbeitgeber deutlich weniger Personalausgaben als z. B. Archivare oder Bibliothekare (E9 Entgeltordnungen). In Zeiten knapper öffentlicher Kassen werden, trotz der geringeren beruflichen Qualifikation, z. T. aus finanziellen Gründen FaMIs (meist E5 oder E6) gegenüber akademisch ausgebildetem Fachpersonal bevorzugt. Wesentlich ist dabei, dass Tätigkeitsschwerpunkte und Aufgabenumfang entsprechend der Entlohnung Beachtung finden (ein Vergleich der Anforderungen im Archivbereich beispielsweise im Stellenportal der Archivschule Marburg).[12]
- Besonders im Bibliotheksbereich ist der Anteil der weiblichen Beschäftigten mit etwa 80 % sehr hoch. Damit ist auch der Anteil der Beschäftigten, die zeitweilig oder dauerhaft vor Erreichen der Altersgrenze aus dem Beruf ausscheiden (z. B. in Zusammenhang mit der Kindererziehung) höher als in Berufen mit überwiegend männlichen Beschäftigten.

## Ähnliche Ausbildungsgänge

### Bibliothekssekretär
Die Ausbildung zum Bibliothekssekretär dauert zwei Jahre und erfolgt im mittleren Bibliotheksdienst im Beamtenverhältnis auf Widerruf als Bibliothekssekretäranwärter. Im Rahmen der theoretischen Ausbildung besucht der Auszubildende jeweils einen bzw. zwei Monate zentrale Lehrgänge in einer entsprechenden Fachschule. Die praktische Ausbildung erfolgt in einer Bibliothek. Praxisbegleitender Unterricht sowie Praktika in anderen Bibliotheken runden die Ausbildung ab. Die Ausbildung im Beamtenverhältnis hat seit der Etablierung des Fachangestellten für Medien- und Informationsdienste an Bedeutung verloren und ist derzeit (Stand 2018) in allen Bundesländern ausgesetzt.

### Assistent an Bibliotheken
Der Ausbildungsberuf des Fachangestellten für Medien- und Informationsdienste löste am 3. Juni 1998 (Änderungsverordnung vom 15. März 2000) den zweijährigen Ausbildungsberuf Assistent an Bibliotheken ab.

### Bibliotheksfacharbeiter
In der ehemaligen DDR wurden Bibliotheksfacharbeiter von 1976 bis 1990 in einem dem dualen System vergleichbaren System in einer zweijährigen Ausbildung ausgebildet. Der Ausbildungsabschluss ist dem des Assistenten an Bibliotheken/dem Fachangestellten für Medien- und Informationsdienste gleichgestellt. Die Anerkennung von DDR-Bildungsabschlüssen erfolgt auf Grundlage von Artikel 37 Abs. 1 des Einigungsvertrages in Verbindung mit dem Beschluss der Kultusministerkonferenz (KMK) vom 10./11. Oktober 1991, zuletzt geändert am 30. November 2000. Zuständig für die Anerkennung des DDR-Bildungsabschlusses ist jeweils das Wissenschafts- bzw. Kultusministerium des Bundeslandes, in dem die Bildungseinrichtung gelegen ist oder war, an der der Abschluss erworben wurde.

### Im Ausland
- Archiv-, Bibliotheks- und Informationsassistent/in (Österreich)
- Fachmann Information und Dokumentation EFZ (Schweiz)